# Anisocronia
Anisocronia significa que tempo narrativo tem uma duração diferente do tempo da história. Opõe-se à isocronia (do grego iso - o mesmo, chronos - tempo), em que a ordem do discurso acompanha a ordem temporal.
A anisocronia é um processo de modificação do ritmo da narrativa através do recurso a resumos ou a sumários (redução do tempo da história, por síntese dos factos ocorridos), a elipses (omissão de alguns factos ou mesmo de alguns períodos da história) e a pausas (interrupção da história para dar lugar a descrições ou divagações). Pode, também, ocorrer com as digressões, quando o narrador prolonga o tempo da história, recorrendo, por exemplo, a descrições suplementares.